# Хмелівка (річка)
Хмелі́вка — річка в Україні, в межах Роменського району Сумської області. Права притока Сули (басейн Дніпра).

## Опис
Довжина 32 км, площа басейну 168 км². Похил річки 1,6 м/км. Долина ерозійного типу, завширшки до 1,5 км, завглибшки до 40 м. Заплава одностороння, завширшки до 200 м, подекуди заболочена. Річище слабозвивисте, завширшки до 5 м, у верхів'ї часто пересихає. Використовується на сільськогосподарські потреби та водопостачання. Є кілька ставків. 

## Розташування
Хмелівка бере початок біля західної околиці села Авраменкового. Тече спершу на схід, далі — переважно на південний схід, у пригирловій частині — на південь. Впадає до Сули між селами Залуцьке і Великі Будки. 